# AGM-112
Unter der Bezeichnung AGM-112 entwickelte Rockwell, für die US Air Force, das MGWS (Modular Guided Weapon System). Ergebnis der Entwicklung war die gelenkte Gleitbombe GBU-15, die ihrerseits zur Familie der electro-optically guided glide bombs (EOGB) zählte.  Die Bezeichnung AGM-112 ergab sich, weil ursprünglich ein Raketenantrieb für das MGWS vorgesehen war.